# BZK-striping

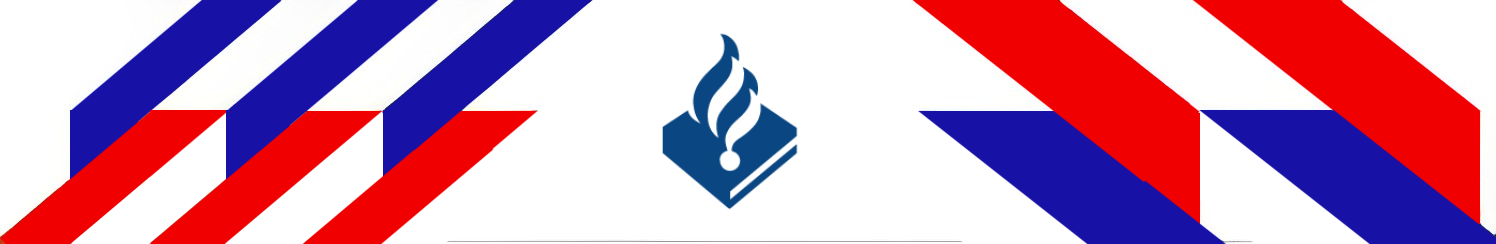
De oude strepen aan de linkerkant en de nieuwe strepen aan de rechterkant.

De BZK-striping is een patroon van gekleurde strepen dat in Nederland wordt gebruikt op voertuigen van hulpverleningsdiensten, om de herkenbaarheid van deze voertuigen en de veiligheid van de hulpverleners te verhogen.
De hulpverleningsvoertuigen van ambulance, brandweer, politie, Koninklijke Marechaussee, onderdelen van defensie, veiligheidsregio's en reddingsbrigades in Nederland zijn voorzien deze strepen, waarbij per dienst een standaard kleurenpatroon wordt gebruikt. Sinds enige tijd heet deze striping officieel OOV-striping (waarbij OOV staat voor openbare orde en veiligheid).

## Ontstaan
In 1992 heeft het toenmalige ministerie van Binnenlandse Zaken opdracht gegeven aan ontwerpbureau Studio Dumbar om een nieuwe huisstijl voor de Nederlandse politie te ontwikkelen. Onderdeel hiervan was het uiterlijk van de politievoertuigen. Wegens de effectiviteit en het succes van de nieuwe striping op de politievoertuigen heeft het ministerie van Binnenlandse Zaken en Koninkrijksrelaties (BZK) vanaf 1998 besloten de striping door te voeren op voertuigen van alle hulpverleningsdiensten, van overheid en 'erkende' derden in Nederland.
Vanaf 16 april 2019 wordt de vernieuwde OOV-striping ingevoerd. De nieuwe stijl gebruikt stroken die 100% breder zijn, de kleuren zijn aangepast en de nieuwe folies reflecteren beter. De aanleiding van deze aanpassing is gelegen in een advies van TNO uit 2008. TNO deed onderzoek naar de striping op verzoek van de Verkeerspolitie van het voormalige KLPD omdat men vond dat voertuigen in het donker niet genoeg opvielen.
De aanpassing wordt geleidelijk ingevoerd omdat met name brandweervoertuigen een lange afschrijvingstermijn kennen en het te duur wordt om al het materieel opnieuw te beplakken. De overgangstermijn is gesteld op 20 jaar.

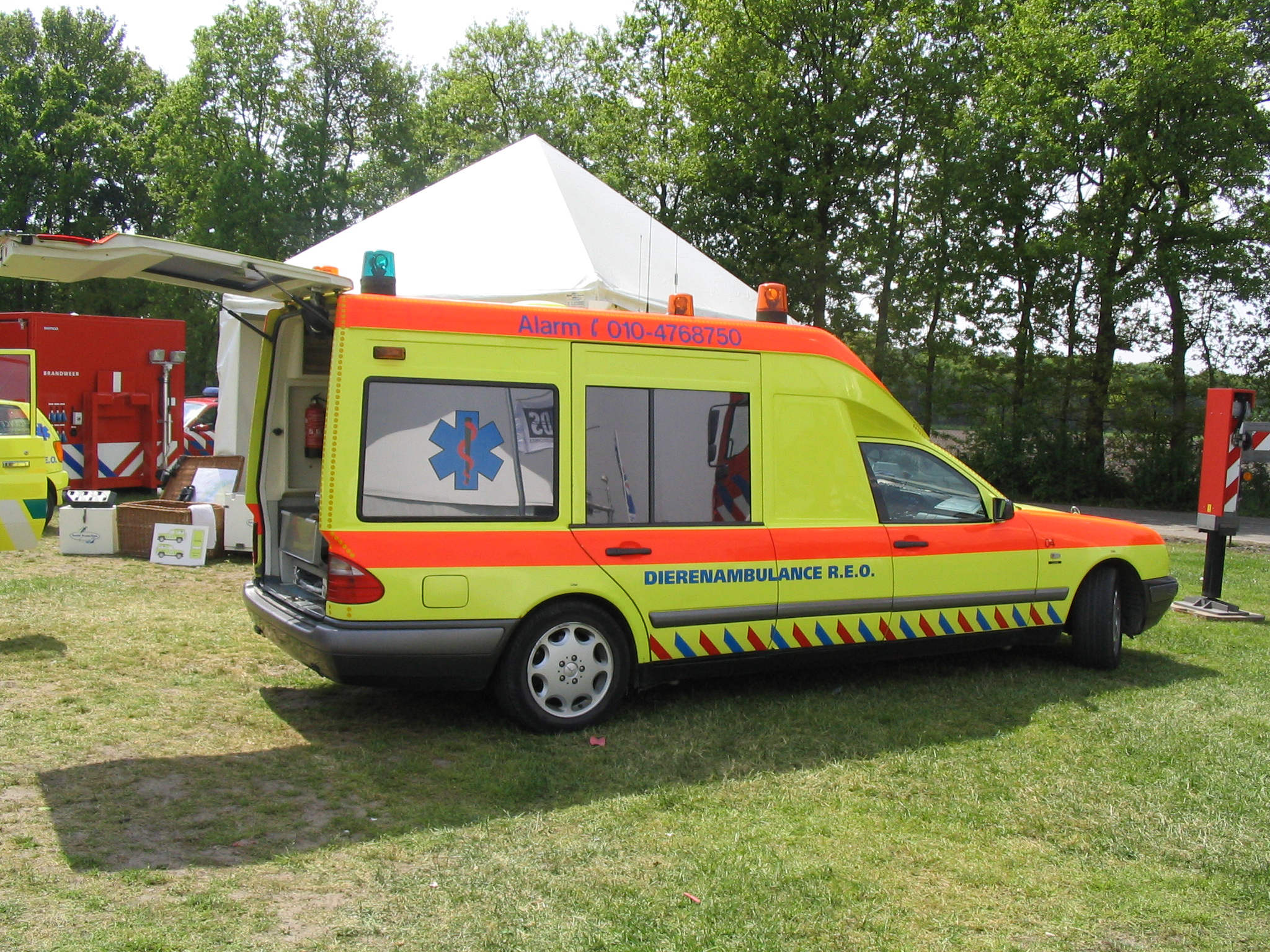
Dierenambulance of gewone ambulance?

## Oneigenlijk gebruik door derden
De striping is auteursrechtelijk beschermd. Het Nederlands Instituut publieke veiligheid (NIPV) is belast met de handhaving op dit auteursrecht en levert de beplakkingsvoorschriften aan. Bij misbruik of niet erkend gebruik door derden wordt handhavend opgetreden, dit om te voorkomen dat dit duidelijk herkenbare (en wettelijk gedeponeerde) beeldmerk gebruikt wordt door anderen waardoor de herkenbaarheid van de betrokken hulpverleningsdiensten in het geding komt. Een voorbeeld hiervan waren de Dierenambulances in Nederland. Te vaak leek de striping en kleurstelling van de dierenambulances op die van reguliere ambulances. De dierenambulanceposten hebben hiervoor een ultimatum gekregen, voor het einde van 2006 moesten alle voertuigen voorzien zijn van andere striping, anders werd er een dwangsom opgelegd.
In 1994 werd de Dorpswacht in Badhoevedorp (een onderdeel van een particuliere beveiligingsdienst) door het gerechtshof gesommeerd hun op die van de politie lijkende striping van de auto's te verwijderen. Het waren voornamelijk particuliere beveiligingsbedrijven die mee hebben gelift op de herkenbaarheid van de striping van de politie. Naast de genoemde Dorpswacht zijn er meerdere bedrijven die met de dreiging van een dwangsom het uiterlijk van hun voertuigen hebben moeten aanpassen. Maar ook gemeentes hebben zich schuldig gemaakt aan inbreuk op het auteursrecht door voertuigen en fietsen van de gemeentelijke handhavers van de BZK-striping te voorzien. Ook dit werd een halt toegeroepen.
Aangewezen diensten hebben de plicht hun voertuigen te strippen als ze afgevoerd worden en te koop aangeboden worden.

## Werking van striping
Striping heeft naast de herkenbaarheid van de hulpverleningsvoertuigen nog andere voordelen. Hiernaast is middels een aantal foto's een voorbeeld hiervan te zien.

### Opvallen

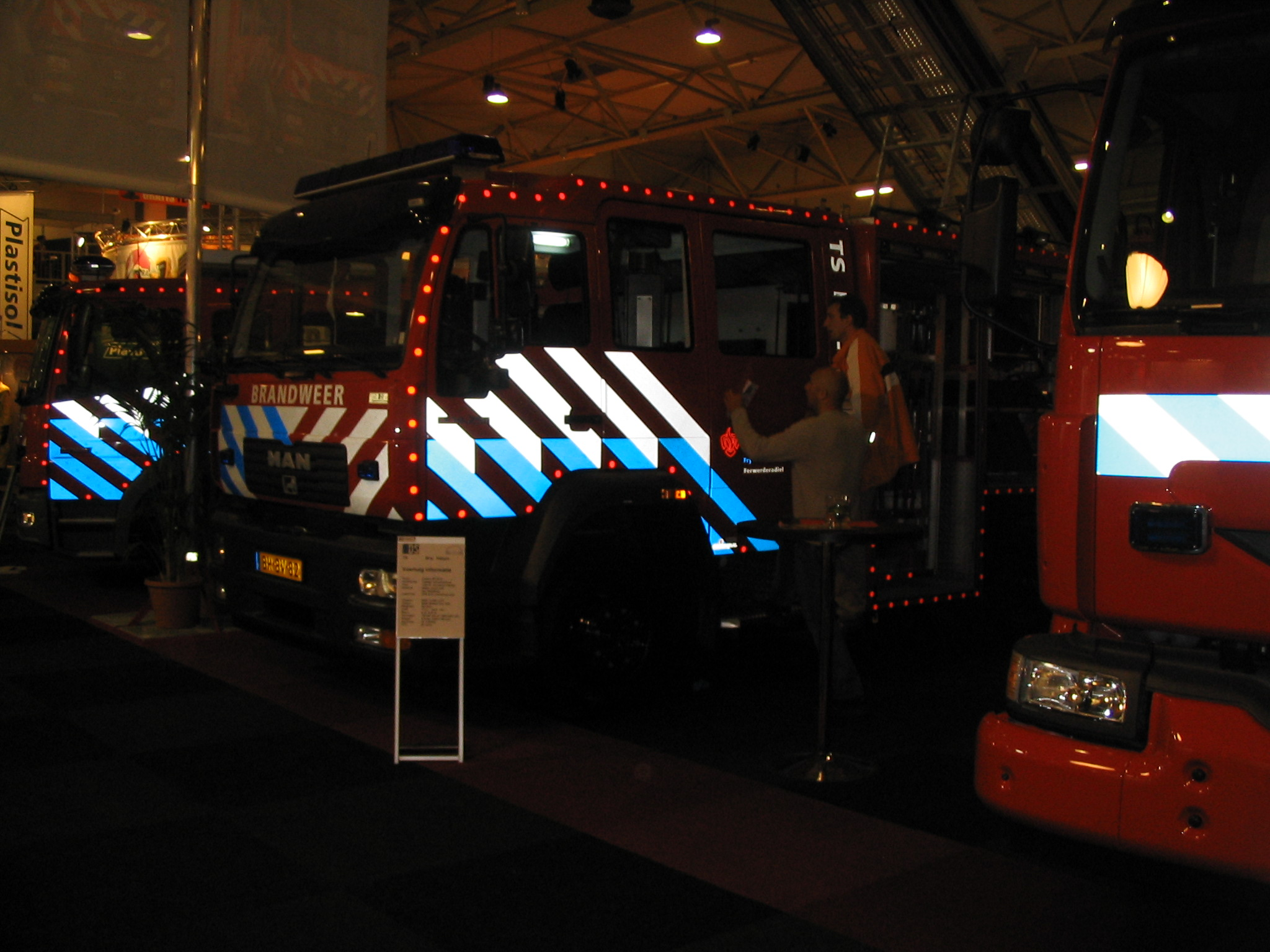
Op deze foto, gemaakt met flits, is duidelijk te zien hoe een opvallend voertuig met striping er in het donker uitziet als men dit met bijvoorbeeld een koplamp van een auto beschijnt.

De striping is gedeeltelijk uitgevoerd in retroreflecterend materiaal. De blauwe en witte banen zijn de enige kleuren die reflecterend zijn uitgevoerd. Ook is er een reflecterende contourmarkering aangebracht.

### Rijrichting aangeven

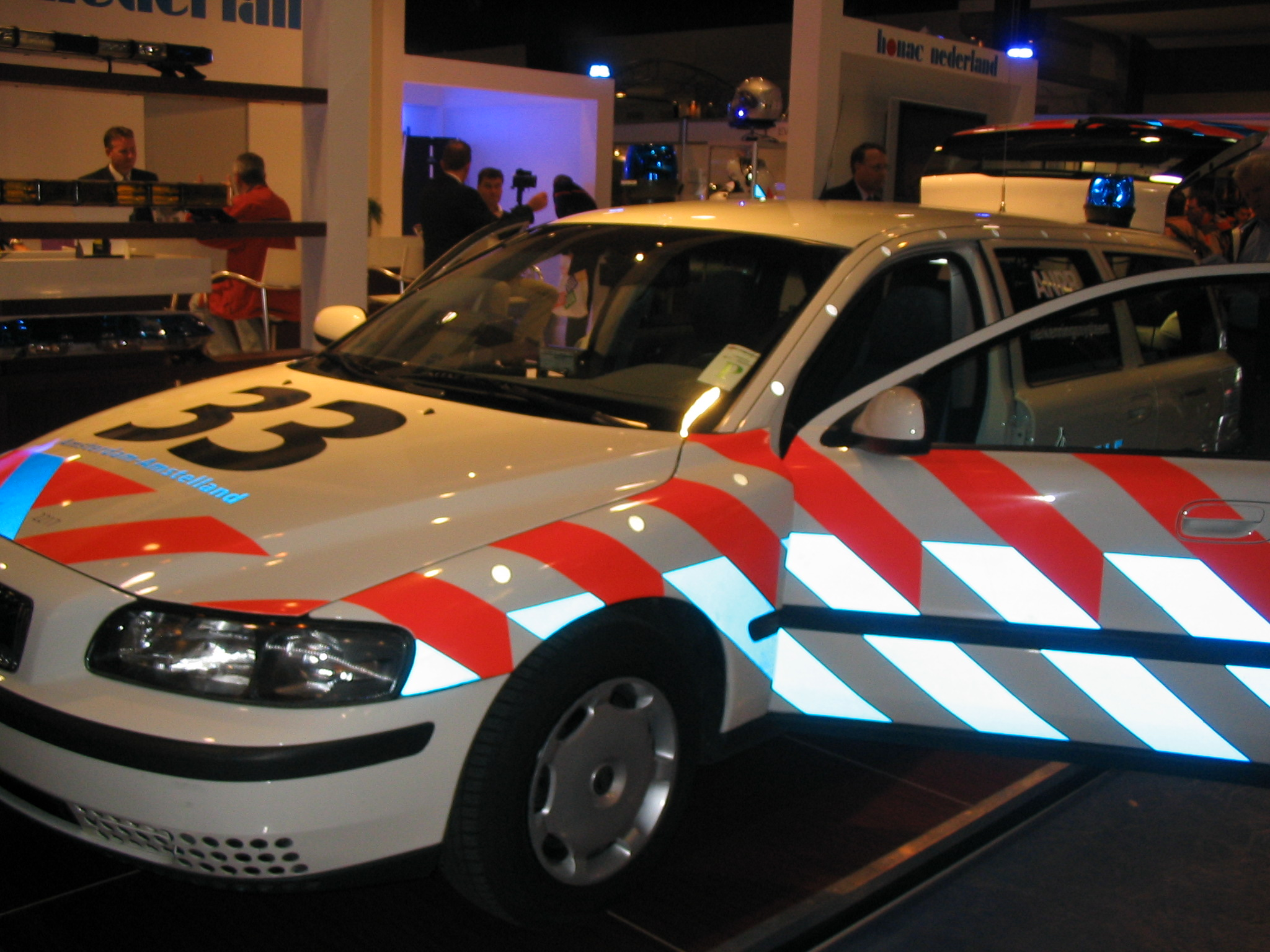
De blauwe banen op dit politievoertuig geven de rijrichting aan waarop men langs het voertuig kan rijden. In dit geval moet je dus links van de striping rijden.

De striping is met een achterliggend doel alleen maar aan de voorzijde van een voertuig aangebracht (als men op de zijkant van een voertuig kijkt). Het deel met striping is in principe het deel waar men langs het voertuig kan, mocht het voertuig bijvoorbeeld op een snelweg staan. Soms staat de situatie het niet toe het voertuig op deze wijze te parkeren, dus is de striping géén garantie dat men langs deze zijde het incident kan passeren.

### Afzetten

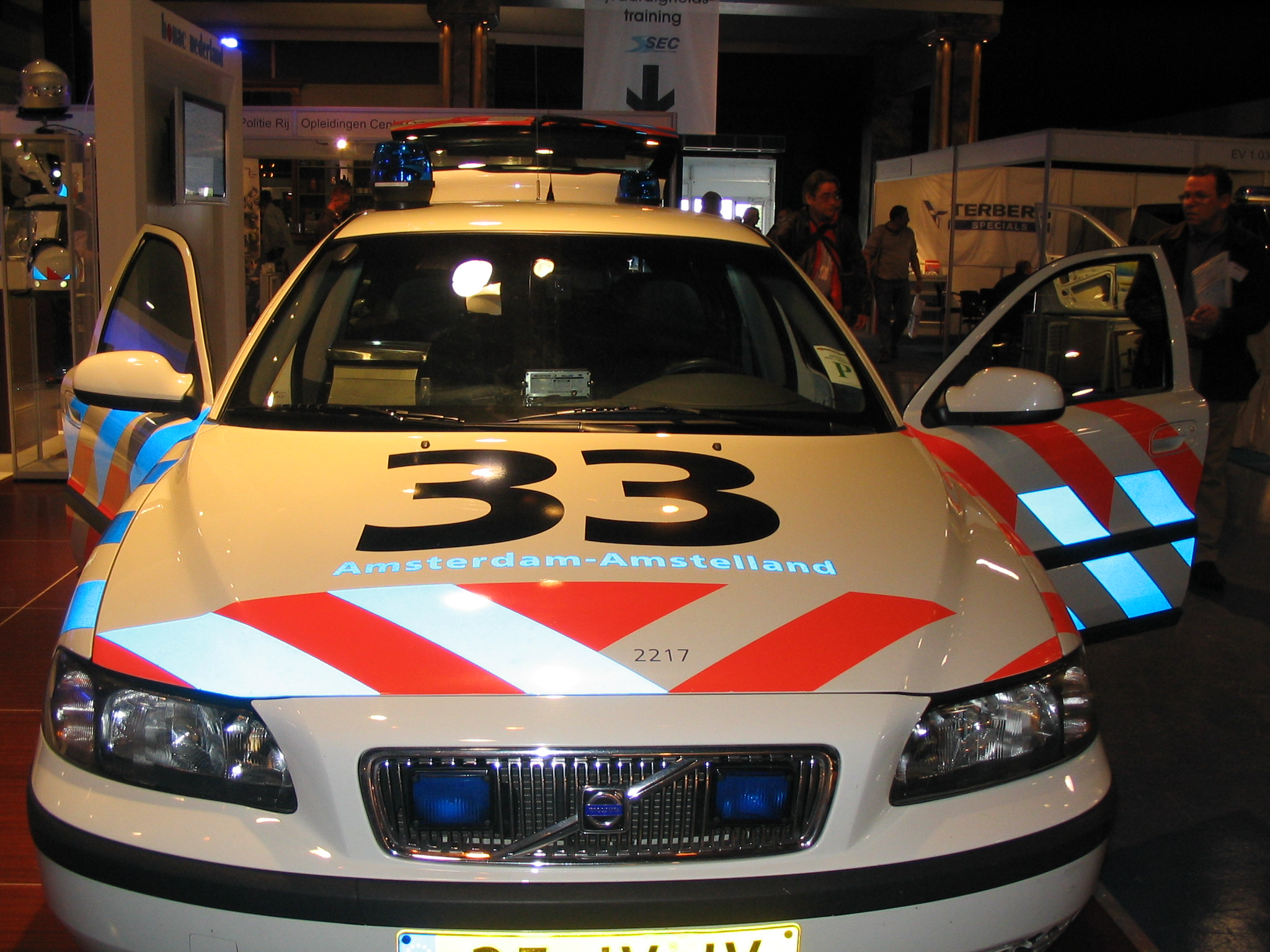
Voertuig met geopende deuren kan dienen als afzetting

Het voertuig kan met geopende deuren dienen als duidelijk opvallende afzetting. Zo kan men achter het voertuig een veilige werkplek creëren die breder is dan het betreffende voertuig zelf.

## Ambulance

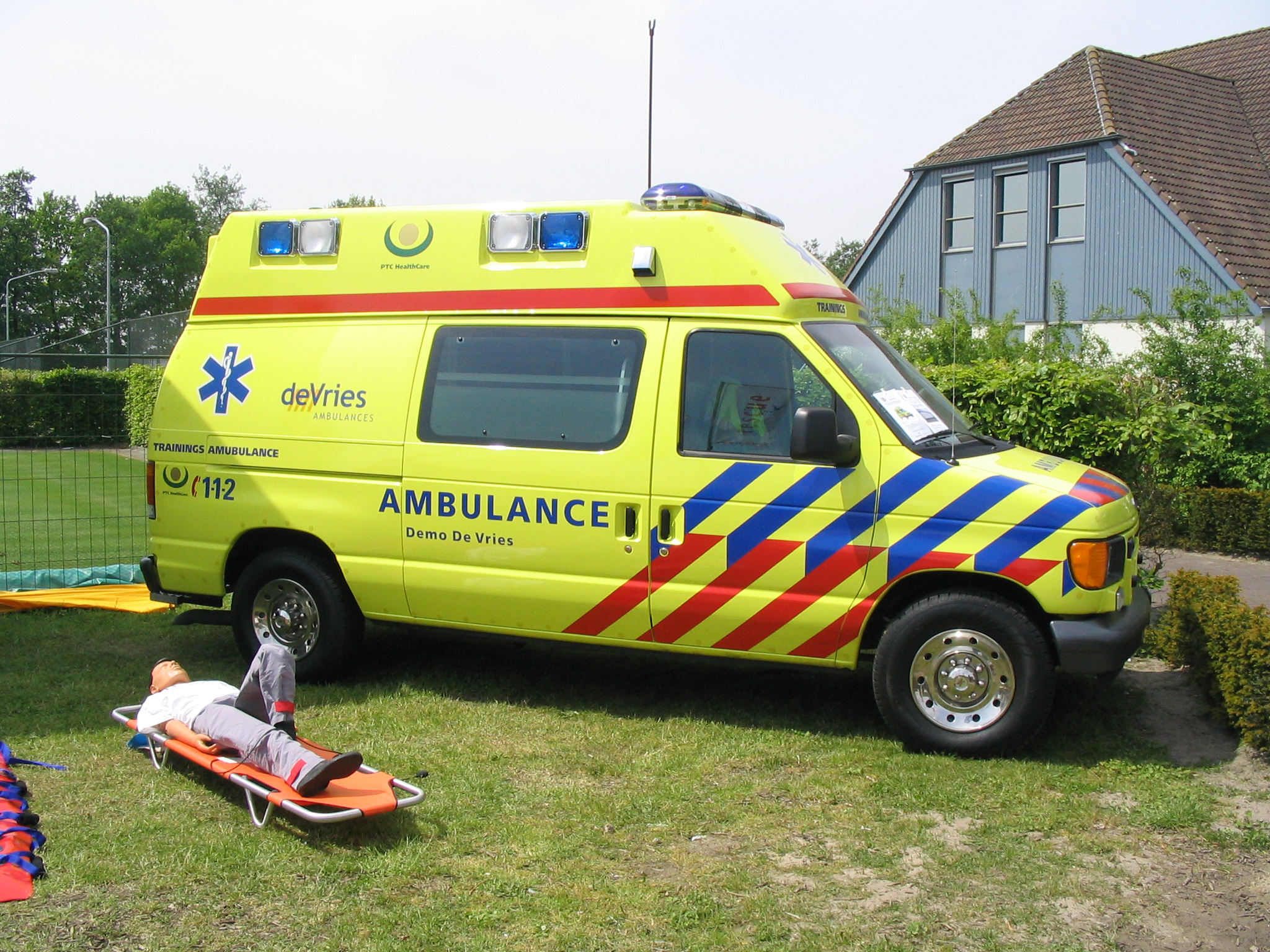
Demonstratieambulance met striping

Het voertuig heeft de kleur geel (RAL 1016) met reflecterende rode en blauwe diagonale strepen van 236 mm (OOV: 472 mm) breed onder een hoek van 40 graden ten opzichte van horizontaal en gele reflecterende streep als contourmarkering en daarnaast de Star of Life in blauw reflecterend materiaal. De Star of Life is in de Benelux een geregistreerd beeldmerk van de Stichting Instituut Ambulancezorg Nederland. De ambulance heeft ook beschikking over een secundaire striping, wat een afwijkende kleur geel is.

## Brandweer

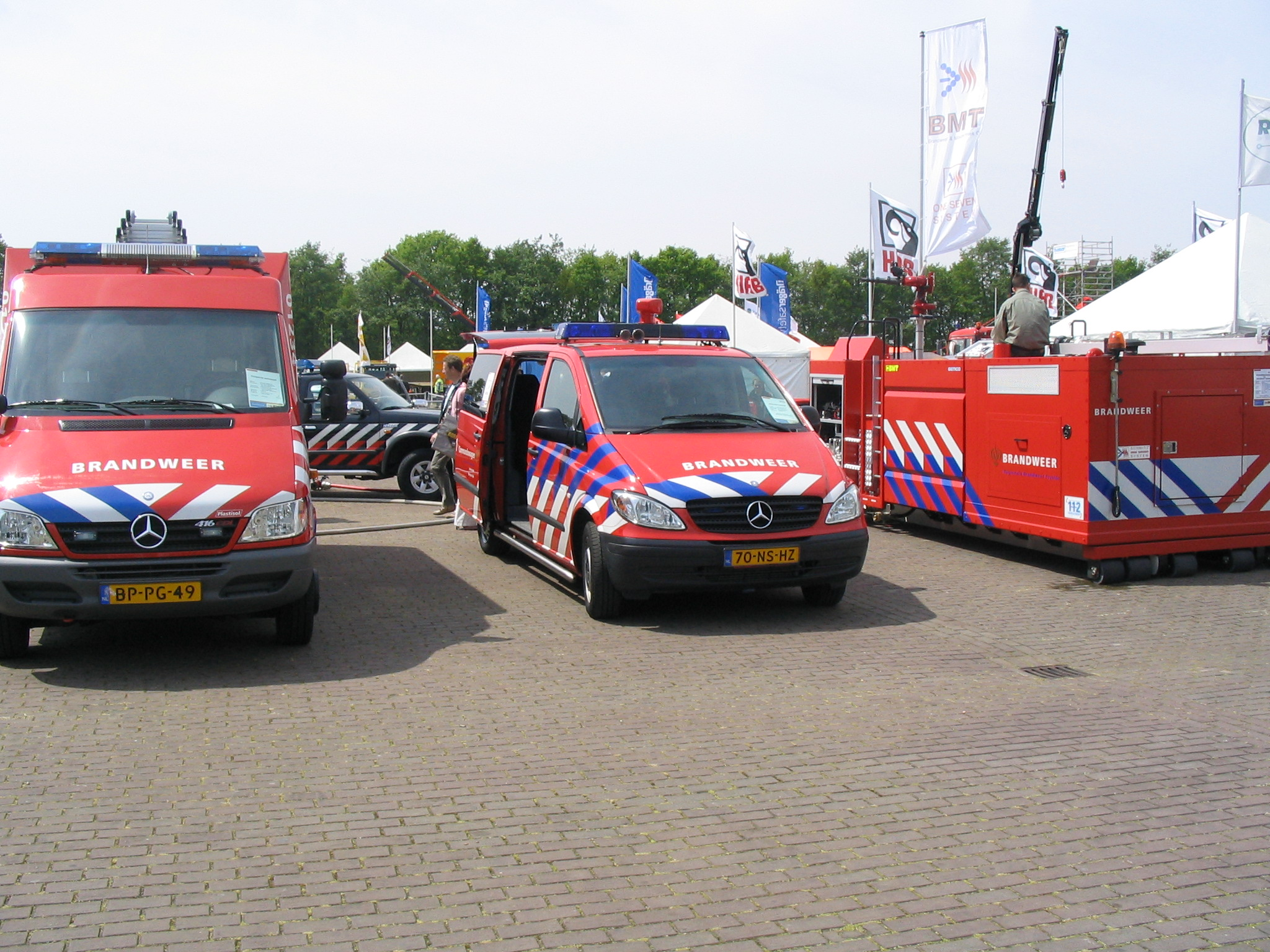
Striping op voertuigen en een haakarmbak van de brandweer

Het voertuig heeft de kleur rood (RAL 3000) met reflecterende witte en blauwe diagonale strepen van 236 mm (OOV: 472 mm) breed onder een hoek van 40 graden ten opzichte van horizontaal en rode reflecterende strepen als contourmarkering. De brandweer heeft ook beschikking over een secundaire striping, wat een donkerdere kleur rood is.

## Politie

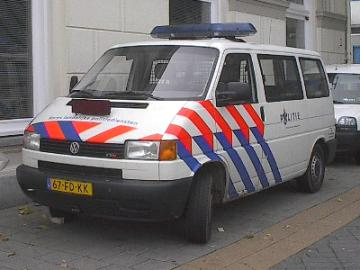
Surveillancebus van de politie

### Surveillanceauto's
Het voertuig heeft de kleur wit (RAL 9003) met fluorescerend oranjerode en reflecterend blauwe diagonale strepen van 236 mm breed onder een hoek van 40 graden ten opzichte van horizontaal en witte reflecterende strepen als contourmarkering. Met ingang van de nieuwe OOV-striping beschikken de voertuigen over rode en reflecterend blauwe diagonale strepen van 472 mm breed onder een hoek van 40 graden ten opzichte van horizontaal. De politie heeft ook beschikking over een secundaire striping, waarbij de rode strepen missen op de voertuigen.

### Politiemotoren

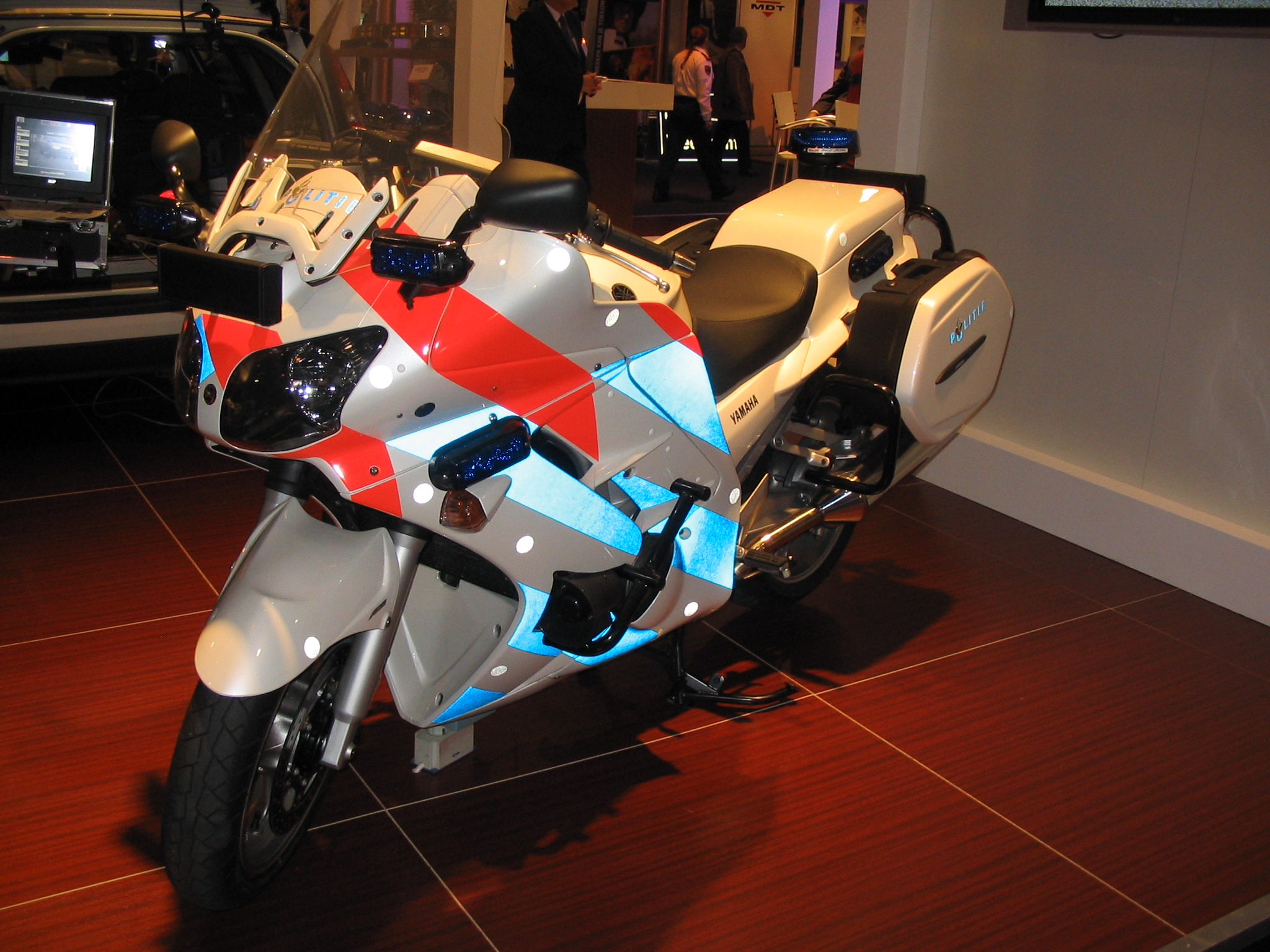
Opvallende politiemotor met striping

Het voertuig heeft de kleur wit (RAL 9003) met fluorescerend oranjerode en reflecterend blauwe diagonale strepen van 118 mm breed onder een hoek van 40 graden ten opzichte van horizontaal en witte reflecterende strepen als contourmarkering. Met ingang van de nieuwe OOV-striping beschikken de voertuigen over rode en reflecterend blauwe diagonale strepen van 118 mm breed.

### ME-auto's
Hoewel er voor auto's van de Mobiele Eenheid (ME) striping is ontwikkeld (extra sterke folie, blauwe diagonale strepen op de witte dakrand), is er een zeer beperkt aantal ME-voertuigen in deze striping uitgevoerd. De striping is dan aangebracht op een afneembare plaat, zodat deze voertuigen ook minder opvallend ingezet kunnen worden. De nieuwe Flex ME-bus van de politie beschikt over hetzelfde type striping als de surveillanceauto's, namelijk fluorescerend oranjerode en reflecterend blauwe diagonale strepen van 236 mm breed onder een hoek van 40 graden ten opzichte van horizontaal. Met ingang van de nieuwe OOV-striping beschikken de voertuigen over rode en reflecterend blauwe diagonale strepen van 472 mm breed onder een hoek van 40 graden ten opzichte van horizontaal.

## Koninklijke Marechaussee
Het voertuig heeft de kleur blauw én wit met reflecterende oranjerode en blauwe diagonale strepen van 236 mm breed onder een hoek van 40 graden ten opzichte van horizontaal en reflecterende strepen ten behoeve van contourmarkering.
Opvallend aan deze voertuigen is dat ze Nassaublauw zijn, maar het stripinggedeelte weer wit is. Dit is gedaan zodat de voertuigen van de Koninklijke Marechaussee meer lijken als politievoertuigen, aangezien de Koninklijke Marechaussee ook politietaken uitvoert.

## Reddingsbrigade

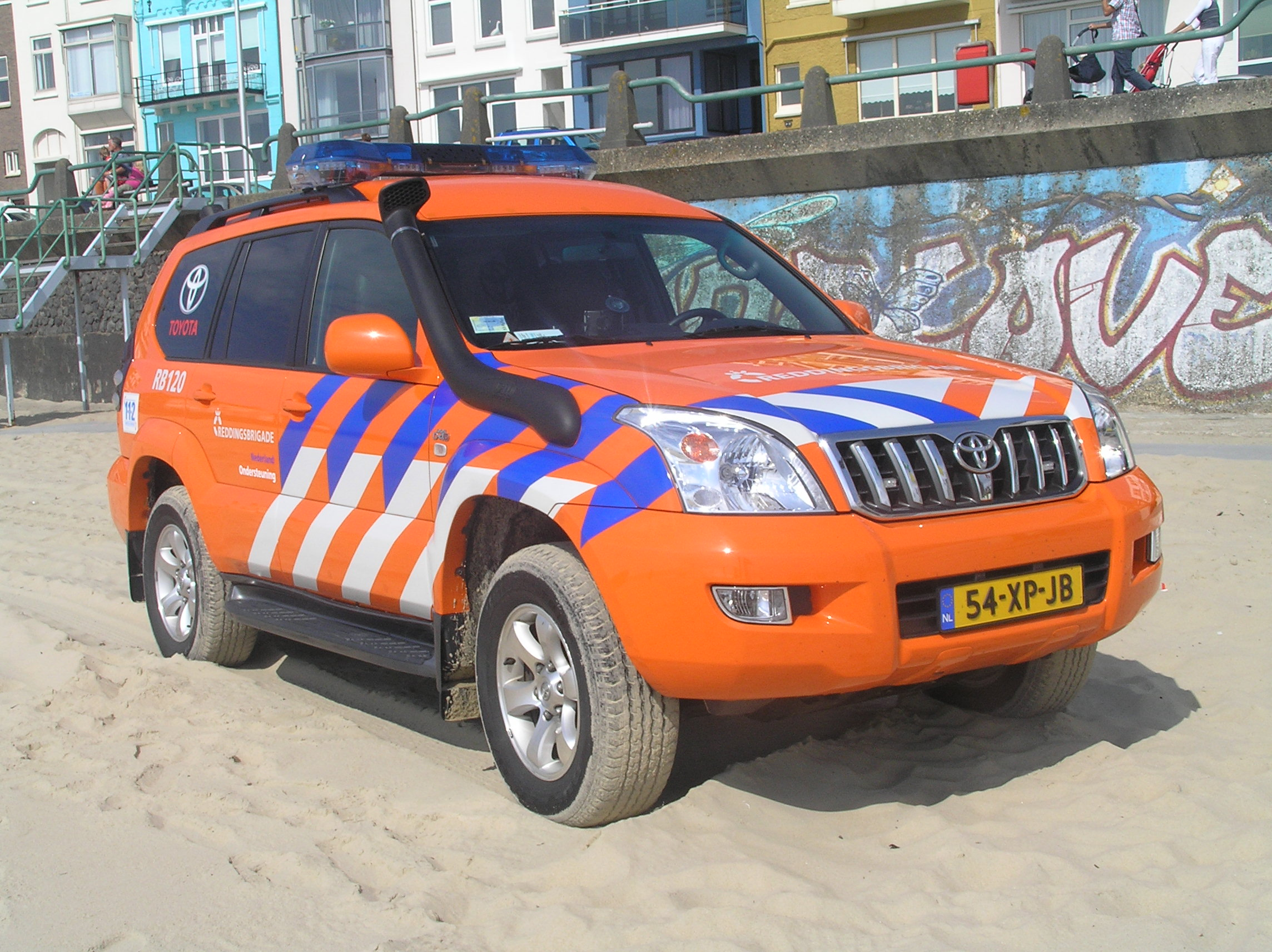
Reddingsbrigadevoertuig (4x4) met striping

De Reddingsbrigade is als een na laatste toegevoegd aan de hulpdiensten met de officiële striping. De basiskleur is oranje (RAL 2009) en de strepen zijn blauw-wit. Tegelijk met de invoering van deze striping voor de Reddingsbrigade is een nieuw landelijk logo geïntroduceerd. Deze is vervaardigd door Aad Voermans van Aangenaam Ontwerp in Utrecht. De Reddingsbrigade bestaat uit 180 zelfstandige verenigingen waarvan de helft een operationele taak in de waterhulpverlening heeft. De koepelorganisatie heet formeel Koninklijke Nederlandse Bond tot het Redden van Drenkelingen (KNBRD), nu Reddingsbrigade Nederland. Alleen reddingsbrigades die bij Reddingsbrigade Nederland aangesloten zijn, mogen de striping en het nieuwe logo gebruiken.

## Defensie
In 2008 is besloten dat voertuigen van bepaalde diensten van Defensie ook een variant van de striping mogen voeren (naast de Koninklijke Marechaussee, die de striping al langer voert). Het gaat daarbij om de CBRN-eenheden en de explosievenopruimingsdienst. Deze auto's zijn grijs van kleur en hebben witte en blauwe strepen.

## Veiligheidsregio's
Sinds 2015 maken ook functionarissen van de veiligheidsregio's gebruik van de striping. Het gaat dan om groene voertuigen met witte en blauwe strepen.

## Overig gebruik
Alle bovenstaande uitvoeringen van de BiZa-striping ook wel BZK-striping (de zogeheten primaire striping) mogen alleen gevoerd worden op die voertuigen die voor de spoedeisende inzet bedoeld zijn. Voor alle ondersteunende en facilitaire voertuigen geldt dat deze alleen het blauwe deel van de striping mogen voeren (de secundaire striping). Dergelijke voertuigen worden bijvoorbeeld gebruikt voor de technische opsporing van de politie, voor 'ligtaxi's' van ambulancediensten en voor de voertuigen van de huisartenposten.

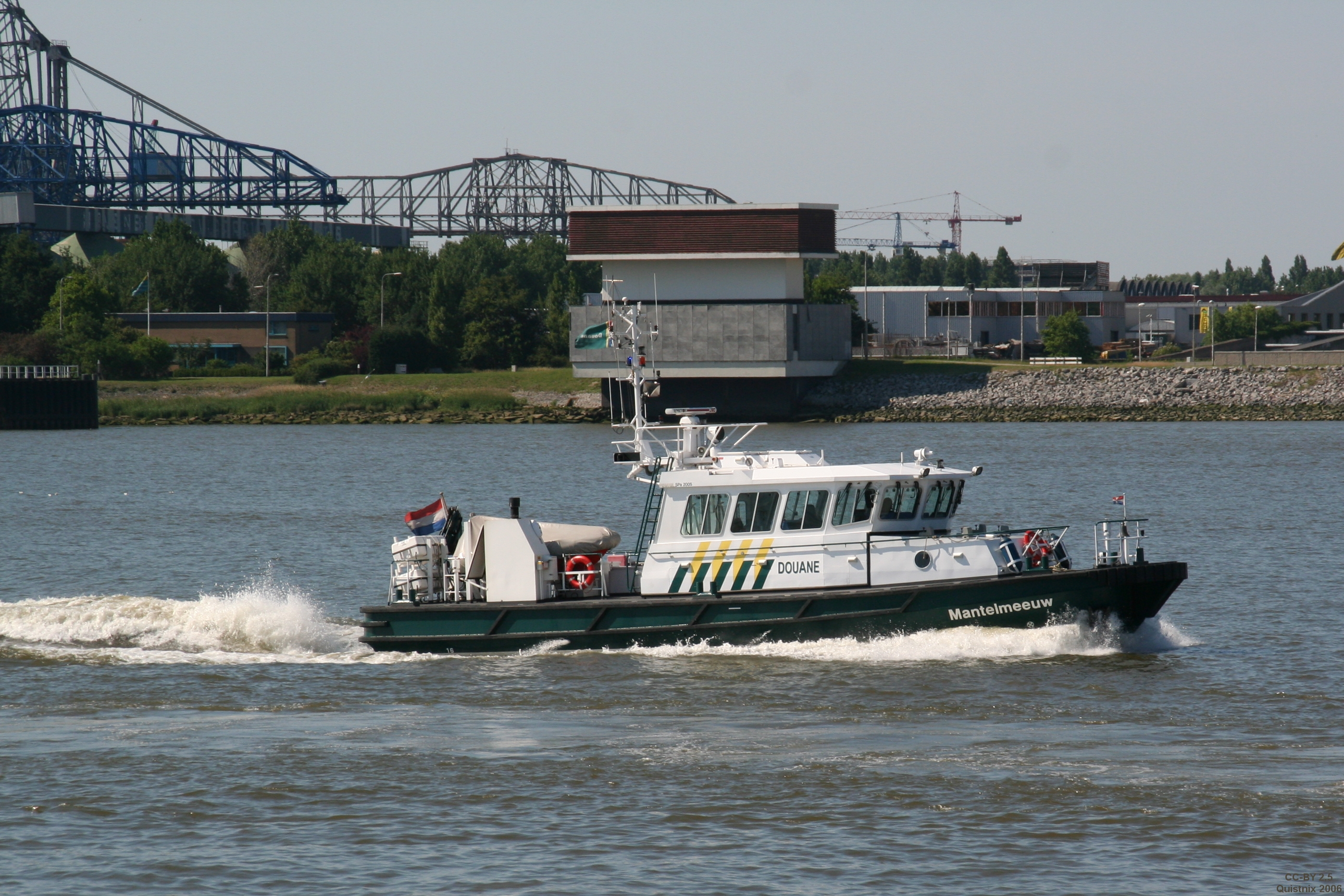
Douaneschip Mantelmeeuw met striping

De Douane gebruikte een BZK-striping, geel met groene strepen op een wit voertuig, maar is daar vanaf gestapt door de Rijkshuisstijl te gebruiken met de gele en groene strepen naast elkaar.
De dienst Incidentenbestrijding van de Nederlandse spoorbeheerder ProRail maakte ook gebruik van de striping. ProRail gebruikte gele en rode strepen op zijn voertuigen.
De Dienst Justitiële Inrichtingen gebruikte de ondersteunende strepen in zwart op een wit voertuig. Deze dienst is inmiddels, net als Rijkswaterstaat en de Douane, overgegaan op de rijkshuisstijl.